# Фантазия (мультфильм)
«Фантазия» (англ. Fantasia) — третий классический полнометражный музыкальный мультипликационный фильм, созданный компанией Уолта Диснея и впервые показанный 13 ноября 1940 года. Картина состоит из девяти номеров, музыка для которых исполнялась Филадельфийским оркестром под руководством Леопольда Стоковского.
«Фантазия» стала одним из самых смелых экспериментов Уолта Диснея. В мультфильме был впервые использован многоканальный звук «Фантасаунд» (англ. Fantasound), а стиль картины тяготеет к абстракционизму и авангарду.
В 1999 году был выпущен мультфильм «Фантазия 2000» с применением современных технологий, также включивший в себя классический сюжет «Ученик чародея».

## Сюжет
Фильм состоит из восьми эпизодов, музыкальным фоном в которых служат восемь классических произведений. Каждая из частей фильма выполнена в собственной стилистике и сюжетно самостоятельна, а в качестве связующих звеньев между ними выступают небольшие киновставки с участием Филадельфийского оркестра под руководством Леопольда Стоковского.
Каждый эпизод начинается с оркестрового вступления. Фильм начинается как спектакль: в полумраке поднимается занавес, на синем фоне проявляются силуэты музыкантов, сопровождаемые шумом настраиваемых инструментов. Рассказчик приветствует зрителей. Пока он рассказывает зрителям о трёх типах музыки, постепенно проясняется звучание инструментов и их звучание сливается в гармонию. Три типа музыки — повествовательная, рассказывающая историю, иллюстративная (фоновая) и абсолютная, существующая ради себя самой.

### Токката и фуга ре минор, BWV 565
Фрагмент, озвученный Токкатой и фугой ре-минор (BWV 565) И. С. Баха представляет собой смесь абстрактных образов из геометрических фигур и неба в стиле немецкого художника-абстракциониста Оскара Фишингера.
- Режиссёр: Сэмюэл Армстронг
- Сценарист: Ли Блэр, Фил Дайк и Элмер Пламмер
- Художественный руководитель: Роберт Кормак
- Аниматор: Си Янг, Арт Палмер, Дэниэл МакМейнес, Джордж Роули, Edwin Aardal, Джошуа Мидор, Cornett Wood
- Художник-оформитель: Джо Стенли, Джон Хенч, Нино Карбе

Возникает силуэт дирижёра, подсвечиваемый, как и играющие в данный момент группы инструментов, цветными лучами. Разноцветные силуэты перемешиваются и создают образ облачного неба, на фоне которого мелькают струны и смычки. Небо проясняется и смычки превращаются в птиц, струны преображаются в волны и дороги. Светящиеся точки, а потом и цветные круги, пускаются в танец со струнами и смычками в ритме музыки. Небо хмурится, фигуры становятся более чёткими. Возникают огромные оранжевые облака, затем белые облака, хотя камера как бы движется вверх от земли. Начинается цветной метеоритный дождь, потом луч света пронизывает всё небо, уступая место красным брызжущим светом звёздам. Сквозь тучи пробивается яркое солнце. Эпизод оканчивается силуэтом дирижёра в красном круге.

### Сюита из балета «Щелкунчик»
Несколько музыкальных фрагментов из балета П. И. Чайковского «Щелкунчик».
- Танец Феи Драже: феи и эльфы раскрашивают цветы и деревья в яркие цвета;
- Китайский танец: танец грибов, в котором маленький грибок постоянно выбивается из круга;
- Танец пастушков: падающие в воду цветы;
- Арабский танец: балет рыб;
- Гопак, антропоморфные цветы: чертополох-казаки и орхидеи-девушки в платьях;
- Вальс цветов, танец эльфов и осенних листьев, к которому присоединяются снежинки.

Режиссёр: Сэмюэл Армстронг
Сценарист: Ли Блэр, Фил Дайк и Элмер Пламмер
Художественный руководитель: Роберт Кормак
Аниматор: Си Янг, Арт Палмер, Дэниэл МакМейнес, Джордж Роули, Эдвин Ардел, Джошуа Мидор, Корнет Вуд
Художник-оформитель: Джо Стенли, Джон Хенч, Нино Карбе

### «Ученик чародея»
Построено на поэме «Ученик чародея» Гёте и одноимённой симфонической поэме Поля Дюка.
- Режиссёр: Джеймс Алгар
- Сценарист: Перс Пирс и Карл Фоллберг
- Художественный руководитель: Том Кодрик, Шарль Филлипи и Зак Шварц
- Старший аниматор: Фред Мур и Владимир Тытла
- Аниматор: Лес Кларк, Riley Thompson, Marvin Woodward, Престон Блэр, Edward Love, Ugo D’Orsi, George Rowley et Cornett Wood
- Художник-оформитель: Клод Коутс, Stan Spohn, Альберт Демстер и Эрик Хэнсен

Ведущий говорит о повествовательной музыке, примером которой называет симфоническую поэму Поля Дюка.
Произведение было написано по мотивам поэмы Гёте и рассказывает историю ученика чародея, не сумевшего справиться с магическими силами. Микки-Маус, в красном балахоне, носит воду вёдрами в котёл. В стороне виден бородатый колдун, старый и одетый в синий балахон. Он превращает облако дыма в бабочку, затем в листья, которые потом возвращаются в череп на столе. Устав, волшебник уходит, оставив колпак на столе, Микки маус продолжает носить воду в котёл в подвале из источника по лестнице. Микки Маус надевает оставленный колпак и оживляет стоящую метлу. Он наделяет метлу руками и поручает ей носить воду вместо себя. Пока метла работает Микки Маус дремлет. Во сне он развлекается, управляя звёздами, кометами, облаками и океанскими волнами.
В действительности же в лаборатории началось наводнение, вызванное тем, что метла не перестала носить воду в котёл, после того как тот был заполнен. Безуспешно Микки Маус пытается остановить метлу. Он рубит её топором на щепки, но каждая щепка превращается в метлу и они все вместе начинают носить воду. Микки Маус пытается вычёрпывать воду из окна, но численное превосходство мётел делает его усилия бессмысленными.
Этот сегмент мультфильма наиболее известен. Образ и графическое изображение Микки Мауса из этой части мультфильма были впоследствии многократно использованы компанией Диснея (в частности, во многих диснейлендах), а шапка чародея легла в основу логотипа студии Disney-MGM.

### Весна священная
Игорь Стравинский — «Весна священная» иллюстрируется историей эволюции жизни на Земле, от её возникновения до гибели динозавров в пустыне Гоби.

### Пастораль
Иллюстрирует Симфонию № 6 Людвига ван Бетховена — перед зрителем проходит вереница богов и персонажей греко-римской мифологии: семья пегасов, Бахус и его осёл-единорог, купидоны (ангелы), кентавры обоих полов, Ирида, Юпитер, Вулкан, Никта и Диана.

### «Танец часов» из оперы «Джоконда»
Амилькаре Понкьелли — «Танец часов» из оперы Понкьелли «Джоконда». Исполняется страусами, крокодилами, слонами и бегемотами в балетных костюмах. При работе над мультфильмом художники студии наблюдали за спектаклями и репетициями «Русского балета Монте-Карло». Прототипами основных персонажей стали балерины Татьяна Рябушинская (Бегемот Гиацинт, Hyacinth the Hippo) и Тамара Туманова (страус), танцовщики Давид Лишин (аллигатор Бен, Ben Ali Gator), Павел Петров (крокодил).

### Ночь на Лысой горе
Модест Мусоргский — «Ночь на Лысой горе»
В Вальпургиевую ночь демон Чернобог устраивает шабаш на вершине Лысой горы, куда собирает злых духов, привидений и ведьм. Дьявольскую оргию прерывает звон церковных колоколов, возвещающих приход нового дня.

### Ave Maria
Франц Шуберт — «Третья песня Эллен»

### «Лунный свет»
Клод Дебюсси — не вошедший в окончательную редакцию сюжет «Лунный свет».

## Производство

### Разработка
Микки Маус, созданный Уолтом Диснеем, начал терять популярность в 1930-х. По популярности его опередили Дональд Дак, Гуфи и — по некоторым опросам — Попай.
В начале 1937 года Дисней решил задействовать Микки Мауса в мультфильме, основанном на балладе Гёте «Ученик чародея» и одноимённой музыке Поля Дюка. Он приобрёл права на использование музыки и решил пригласить известного дирижёра для комментария. Сначала выбор пал на Артуро Тосканини, но затем было решено, что Леопольд Стоковски лучше подходит для этой роли. Встреча произошла в известном голливудском ресторане Chasen’s, где мультипликатор предложил дирижировать бесплатно. Дирижёр предложил идею фильма, в котором бы иллюстрировались различные темы из классической музыки, которую Дисней принял. Краткое описание сюжета было роздано каждому из 700 работников студии, которым было предложено вносить свои замечания. Было вынесено предложение использовать гнома Простачка из «Белоснежки и Семи гномов», но Дисней настоял на Микки Маусе.
Вечером 9 января 1938 года более 100 музыкантов собрались на студии Калвера в Калифорнии для записи «Ученика Чародея». Прорисовка для короткометражки началась 21 января, аниматор Фред Мур немного изменил внешний вид Микки, добавив ему зрачки для большей выразительности. Когда расходы на проект перевалили за 125 000 долларов, Диснею стало ясно, что если фильм будет короткометражным, то он не сможет списать большую часть расходов с налогов. Он принял идею Стоковски расширить мультфильм до полнометражного фильма, первым названием проекта стал просто «Фильм-концерт». Идея была в том, чтобы включить Ученика Чародея в «группу отдельных номеров, невзирая на их хронометраж и представить одним блоком». Дисней надеялся, что концепция привлечёт больше внимания к классической музыке. «Фильм привлечёт внимание многих людей, которые раньше проходили мимо такого рода вещей», сказал Дисней. Возможное название фильму дал Стоковски, который описал это как создание «Фантазии». Композитор, музыкальный критик и радиоведущий Димс Тейлор согласился выступить техническим советником и читать текст во вступлениях для каждого сегмента программы.
Дисней, Стоковски, Тейлор и работники студии встретились, и три недели в сентябре 1939 года обсуждали музыкальные отрывки для «Фантазии». Идеи, высказываемые во время обсуждений, дословно записывались стенографистами, после чего каждый участник получал копию перед следующим обсуждением. Как только музыка для фильма была выбрана, все прослушали записи музыкальных произведений. Предложение Тейлора включить в программу «Весну священную» было принято Диснеем, который потребовал от отрывка «что-нибудь на доисторическую тему… с доисторическими животными».

### Микки Маус
Производство короткометражного фильма началось в 1937 году, когда успех Микки Мауса постепенно начал стихать. Уолт Дисней замыслил «статусный фильм, дерзкий в художественном плане». Его брат, Рой Оливер, занялся получением прав на адаптацию произведения и уже в мае 1937 началась работа. Короткометражка отвечала желанию Уолта Диснея познакомить подрастающее поколение с классической музыкой, аудиторию, которая «не имела представления о том, какой профанацией могла обернуться попытка проиллюстрировать музыку». Согласие на адаптацию было подтверждено письмом Роя, которое Уолт получил 31 июля 1937 года. В качестве звуковой дорожки звука использовали записи Артуро Тосканини.
Уже после начала работы над фильмом Уолт Дисней на голливудской вечеринке познакомился с дирижёром Леопольдом Стоковским и рассказал ему о проекте. Стоковский принял предложение принять участие в озвучивании мультфильма.
В ноябре 1937 года Стоковский прислал пробные записи пьесы Дюка, которые позволили изготовить первую версию фильма. Главную роль в фильме играл гном Простачок, потом его заменили на Микки Мауса. Дисней снова изменил решение и потребовал от Джеймса Алгара выпустить фильм про Микки-Мауса. Пирс с командой были переведены на другой проект.

### Музыкальная программа
Увлекшись идеей смешать классическую музыку с анимацией, Стоковский принял приглашение дирижировать оркестром для записи фонограммы Ученика чародея, но в процессе работы появился более смелый замысел — серия «анимированных интерпретаций музыкальных тем».
Уолт Дисней обратился к музыкальному критику и композитору Димсу Тейлору за помощью в разработке замысла. Также Тейлор сыграл роль церемониймейстера в начале фильма и между эпизодами. Фильм получил (рабочее) название «Мультфильм-концерт». Стоковский обозначал проект словом «фантазия», которое и закрепилось в качестве официального.
Проект развивался быстро. «Фантазия» стала воплощением новой концепции «(эволюционного) кино-музыкального спектакля». Авторы рассматривали возможность показа в концертных залах, а не в кинотеатрах. В мультфильме была впервые применена система стереозвука Fantasound; в подготовке комплекса обработки звука использовался аудиоосциллятор HP200A. В связи с отсутствием в кинотеатрах системы воспроизведения многоканального звука первые показы происходили в виде гастролей — в город привозилось все необходимое оборудование и устанавливалось в кинотеатре, а звук выводил со специального микшерного пульта вручную звукорежиссёр.

### Пре-продакшн
Пре-продакшн начался в конце лета 1938 года, о чём свидетельствует упоминание Майкла Бэрриера о сомнениях Диснея относительно одного эпизода. В сентябре 1938 года Стоковский, Дисней и другие члены команды начали прослушивать множество музыкальных произведений и решать, что включать в фильм и определять основные темы фильма. Бэрриер упоминает множество произведений, из которых большая часть могла рассматриваться как последователи Silly Symphonies, короткометражек без постоянных героев. В октябре Дисней дал понять, что не хочет создавать просто компиляцию разнородных сцен. Фильм-концерт должен быть единым, в частности, образовательной стороной переходов между эпизодами.

## Награды
Мультфильм завоевал две премии «Оскар» (1942), премию Национального совета кинокритиков США (1940) и другие награды:
- 1940 — Специальный приз от кинокритиков Нью-Йорка;
- 1942 — Две премии «Оскар»: Уолту Диснею, Вильяму E. Гэрити и Дж. Хокинзу (RCA Manufacturing Company) «за исключительный вклад в продвижение звука в кинематографе» и Леопольду Стоковски и его коллегам «за уникальную роль в создании новой формы наглядной музыки в произведении Уолта Диснея „Фантазия“ и расширении значения кинематографа как средства развлечения и искусства»;
- 1990 — включение в Национальный реестр фильмов.

## Цензура
В 1969 году эпизод «Пастораль» подвергся некоторым изменениям, в частности из сцен были вырезаны два персонажа, продвигающих негативные расовые стереотипы в США; это были два чернокожих кентавра, которые по сравнению с остальными, «белыми» кентаврами, показаны выражено маленькими, убогими, с пародийной внешностью. Они чистили белым кентаврам копыта или расчёсывали хвост, следуя по пятам. Последний раз старая версия показывалась по телевидению в 1963 году.

## Адаптации с живыми актёрами
- В 2015 году было объявлено о планах перенести на большой экран сегмент «Ночь на Лысой горе». Предполагалось, что сценарий для фильма напишут Мэтт Сазам и Бёрк Шарплесс[23].